# Proxima Centauri (povestire)
„Proxima Centauri” este o povestire științifico-fantastică a scriitorului american Murray Leinster, publicată inițial în numărul din martie 1935 al revistei Astounding Stories. Lucru neobișnuit pentru acea perioadă, povestirea respectă legile fizicii așa cum erau cunoscute în acel moment, prezentând o navă spațială limitată de viteza luminii pentru care durează mai mulți ani să ajungă la cele mai apropiate stele. În comentariile sale din Înainte de epoca de aur (Before the Golden Age⁠(d)), Isaac Asimov a considerat că povestirea „Proxima Centauri” trebuie să fi influențat povestirea ulterioară „Univers a lui  Robert A. Heinlein (prima parte din Orphans of the Sky) și a declarat că aceasta i-a influențat la rândul ei propriul său roman, O piatră pe cer.

## Rezumat
Prima navă stelară a Pământului, Adastra, se apropie de Proxima Centauri după o călătorie de șapte ani. Călătoria a fost afectată de o revoltă în rândul echipajului, iar nava este încă împărțită între un mic grup de ofițeri care controlează Adastra și restul echipajului, pe care ofițerii îl numesc în mod disprețuitor ca Muts, prescurtare în engleză de la mutineers (răzvrătiți).
Un tânăr Mut numit Jack Gary a preluat și a studiat transmisiile unei rase originare din sistemul Proxima Centauri. Acest lucru i-a câștigat încrederea căpitanului Bradley, dragostea fiicei lui Bradley Helen și ura primului ofițer de pe Adastra, comandantul Alstair, care este, de asemenea, îndrăgostit de Helen. Spre dezgustul lui Alstair, căpitanul Bradley îl ridică pe Gary la gradul de ofițer pentru recunoașterea muncii sale la transmisiile centauriene.
La scurt timp după moartea bătrânului Bradley, Gary descoperă că o navă spațială centauriană se apropie de Adastra și el suspectează că au intenții ostile. Centaurienii îi confirmă suspiciunile atunci când trag un fascicul de radiații asupra navei. Deși Adastra nu a fost avariată, Alstair a cerut ca totul de pe navă să se prefacă mort pentru a-i păcăli pe centaurieni și să creadă că au reușit să distrugă echipajul. Nava centauriană se cuplează la Adastra, iar o echipă de asalt atacă echipajul. Echipa este însă învinsă, iar nava centauriană pleacă.
Studiul echipajului centaurian capturat arată clar că aceștia sunt plante mobile, carnivore, care se hrănesc cu animale și că centaurienii consideră echipajul de pe Adastra ca o sursă de hrană extrem de valoroasă. Acum că Adastra a intrat în sistemul lor, centaurienii vor putea urmări cursul lor spre Pământ. Pe măsură ce o flotă de nave centauriene se apropie de Adastra, Gary află că Pământul a lansat o a doua navă stelară spre Proxima Centauri.
Adastra este fără apărare, înconjurată de flota centauriană și abordată. Întregul echipaj este consumat de centaurieni, cu excepția lui Alstair, Jack Gary, Helen Bradley și câțiva ofițeri. Comandantul centaurian dă ordin ca toate înregistrările, echipamentele și animalele de pe Adastra să fie trimise la bordul unei nave automate, împreună cu Gary și Bradley. În timp ce Alstair și ofițerii rămași pilotează Adastra către Proxima Centauri I, lumea de origine centauriană, nava automatizată va zbura către Proxima Centauri II, o lume asemănătoare Pământului care a fost lăsată de multă vreme fără de viața animală nativă și este abandonată de centaurieni. După ce Gary și Bradley aterizează pe Proxima Centauri II și eliberează animalele acolo, Alstair ajunge în lumea natală centauriană. Alstair programează motoarele navei Adastra pentru a exploda, declanșând o reacție în lanț care va distruge lumea natală centauriană și va extermina centaurienii, lăsându-i pe Gary și Bradley să aștepte sosirea următoarei nave de pe Pământ.

## Recepție
L. Sprague de Camp nu a apreciat povestirea considerând-o  foarte slabă, fără virtuți în afară de „acțiunea sa rapidă”.  Everett F. Bleiler⁠(d) a considerat că povestirea conține „câteva lucruri bune, niște clișee și câteva prostii”, concluzionând că „pare mult mai puțin reușită” decât atunci când a fost publicată inițial.
După cum remarcă Asimov în Înainte de epoca de aur, scriitori anteriori, cum ar fi E. E. Smith, au ignorat bariera vitezei luminii atunci când au scris despre călătoriile interstelare. Leinster nu numai că s-a menținut în limitele teoriei relativității, ba chiar a calculat că o călătorie la Proxima Centauri ar dura șapte ani dacă nava ar călători cu o accelerare și decelerare constantă. Leinster observă, de asemenea, că o astfel de accelerație ar aduce nava la o fracțiune semnificativă din viteza luminii, dar nu ia în considerare dilatarea timpului, ceea ce ar reduce durata subiectivă a călătoriei cu cel puțin doi ani.
Asimov mai scrie: „Lucrul pe care mi-l amintesc cel mai clar după mai mulți ani - despre „Proxima Centauri” - este groaza ciudată pe care am simțit-o la ideea unei rase de plante inteligente care râvnește să se hrănească cu animale. Este aproape o rețetă infailibilă pentru o povestire uimitoare științifico-fantastică care începe prin inversarea unei situații bine acceptate, ceva atât de obișnuit încât nici nu este luat în considerare. Desigur, animalele mănâncă plante și, bineînțeles, animalele sunt rapide și mai mult sau mai puțin inteligente, în timp ce plantele sunt nemișcate și complet pasive (cu excepția câtorva plante care mănâncă insecte, dar acestea pot fi ignorate). Dar cum ar fi dacă există plante inteligente și carnivore care se hrănesc cu animale, hm?"

## Istoria publicării
- Sidewise in Time, editor Murray Leinster, ed. Shasta, 1950
- Conquest of the Stars, Cucerirea Stelelor, Malian Press, 1952
- Monsters and Such, Monștri și alții, editor Murray Leinster, ed. Avon, 1959
- Before the Golden Age, Înainte de epoca de aur, editor Isaac Asimov, Doubleday, 1974
- The Best of Murray Leinster, editor Brian Davis, Corgi, 1976
- The Road to Science Fiction 2: From Wells to Heinlein, editor James Gunn, Mentor, 1979
- First Contacts, Primele contacte, editor Joe Rico, NESFA Press⁠(d), 1998